# Uppsala Studenters IF
Uppsala Studenters IF (IF = Idrottsförening, deutsch: Sportverein) ist ein schwedischer Sportverein aus Uppsala.
Der Verein wurde 1908 gegründet. Angeboten werden Basketball, Tischtennis, Leichtathletik, Fechten Baseball, Tennis und Volleyball.
Die Herren-Handball-Mannschaft wurde schwedischer Meister im Jahr 1939.